# Blecua y Torres
Blecua y Torres är en kommun i Spanien.   Den ligger i provinsen Provincia de Huesca och regionen Aragonien, i den nordöstra delen av landet, 300 km nordost om huvudstaden Madrid. Antalet invånare är 219. Arean är 36 kvadratkilometer.
Terrängen i Blecua y Torres är platt.